# Anolis megalopithecus
Anolis megalopithecus е вид влечуго от семейство Dactyloidae.

## Разпространение
Видът е разпространен в Колумбия.